# 聖公會聖彼得小學
聖公會聖彼得小學（簡稱：聖彼得小學，縮寫：SPPS），於1884年創校，是香港歷史悠久的基督教小學 ，為聖公宗（香港）小學監理委員會有限公司屬下的小學之一，校舍位於石塘咀山道70和88號，是一所兼收男女生的全日制資助學校。

## 歷史
據正式記載，該校於1884年正式成為聖公會屬校；但文獻顯示，早於1860年代，英國聖公會在香港成立維多利亞教區， 由英國聖公會傳教士白思德女士（Miss Baxter, Susan Harriet Sophia）創立，並設立了多間以她名字命名的學校。創立初期沒有固定校舍，以民宅為校，當中開辦了西區唯一平民學校以私塾形式教授，目的是收容失學貧苦兒童。
聖公會聖彼得小學前身名為Baxter Vernacular Schools - West Point / The West Point School（1862年）、其後改名為CMS Day School - West Point（1899年）、1946年再次改名為「西營盤聖公會學校」。而1954年正式易名為「聖公會聖彼得學校」，校名一直沿用至今。
1956年2月，石塘咀山道88號新校落成。1966年校舍擴建，增至36班。2014年獲原區新增校舍山道70號，轉辦全日制小學，每級6班，以一校兩舍模式上課，繼續培育莘莘學子。該校現任校長是於2011年繼任的黎可欣女士。

## 校訓及辦學宗旨
校訓為 「非以役人，乃役於人」 ，秉承聖公會辦學的理念以基督教的核心價值培育下一代。
本著基督「非以役人，乃役於人」的精神。 
我們重視「德、智、體、群、美、靈」六育的均衡發展，使學生在知識增長，品德培養和信仰認識方面都得到適當的栽培，以貫徹「全人教育」的理想。
 — 聖公會聖彼得小學網頁

## 校徽
聖公會聖彼得小學校徽由圖案和文字組成的 : 圖案為盾徽、教冠、牧杖及鑰匙組成。中央為校名「聖公會聖彼得學校」、「S.P.S.」是英文校名縮寫和「1884」正式成立。
| 教冠 | 奉行主教制的教會，是教會所興辦之學校。             |
| 鑰匙 | 象徵打開知識寶庫的工具，開啟天國及真理之門。       |
| 牧杖 | 象徵教會對世界肩負牧養的責任，給予關懷、引領和指導 |
| 盾徽 | 象徵著信徒之間的關係，捍衛基督教信仰。             |

## 發展歷程

### 創校初期
- 1860年 4月 白思德女士（英语：Susan Baxter）（Miss Baxter, Susan Harriet Sophia），被英國遠東女子教育協會（Society for the Promotion of Female Education in the Far East 又稱為Female Education Society) [2]獲聘為曰字樓女館（Diocesan Native Female Training School）[3]校長。白思德女士由英國唐卡斯特Doncaster（英语：Doncaster）抵港後，才發現原來和自己想像的認知有落差[4]，因此並未赴任；而自行在香港島開辦了多所以她名字為校名的學校（Baxter Vernacular Schools），以私塾形式教授，教授婦女，並收容失學貧苦兒童。
- 1865年6月30日，白思德女士因發燒病逝，享年36歲[5]。學校轉由英國遠東女子教育協會Society for Promoting Female Education（FES）接辦及其家人繼續提供援助直至1884年長達20年。
- 1876年，香港英文報紙Hong Kong Telegraph在2月14日記載了當年白思德女士創辦Baxter Vernacular School的四所學校[6]，當中Baxter Vernacular School（West Point School） 仍然開辦（即現今的「聖公會聖彼得學校」）[7]。

### 成為聖公會屬校
- 1884年，學校主權移交英國海外傳道會接管（The British Church Missionary Society，又名英國聖公會差會，簡稱CMS），成為初期聖公會屬下的小學之一。
- 1899年，改名為Church Missionary Society's Baxter Schools 簡稱CMS Day Schools - West Point。
- 1914年，CMS日校報告[8]中提及，當時學校位於西邊街6號，並租用房間援課，對面為St. Peter's Church[9][10]，即現今的西區警署，俗稱「七號差館」。
- 1941年，太平洋戰爭爆發，學校停課。

### 戰後發展

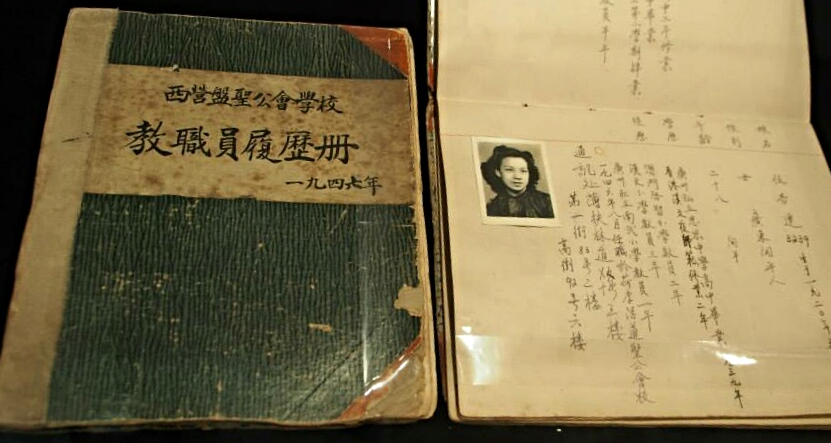
西營盤聖公會學校教職員名册

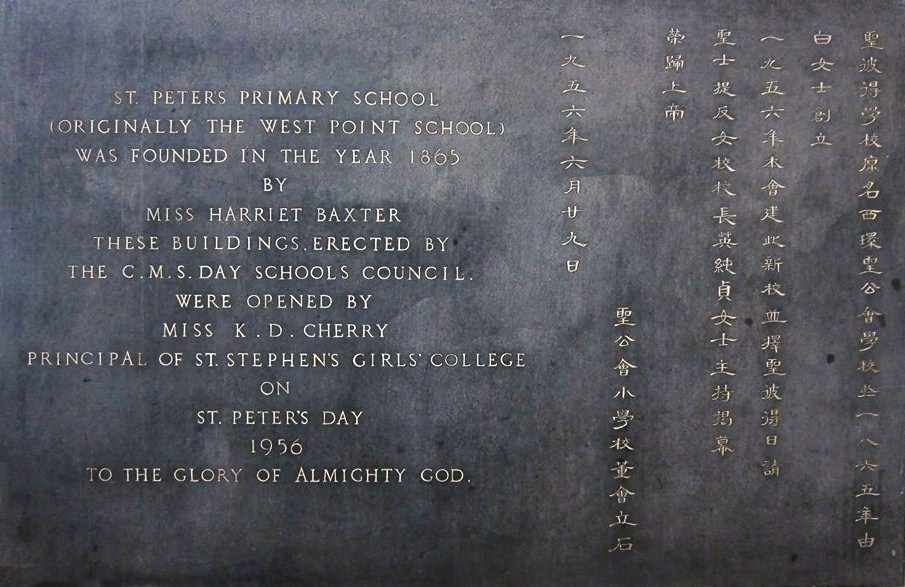
山道88號建校紀念石碑

- 1946年2月：第二次世界大戰之後，學校在施玉麒牧師主持下正式復課，並兼任校長一職，接受政府津貼。校名易為「西營盤聖公會學校」[11]。一至六年班各一班，共240人。
- 1947年8月：當時學校曾租用救恩堂，後期又借用聖士提反女校課室上課。
- 1949年9月：教育司署宣佈推行上下午小學校制度，同年創立香港小學會考 。
- 1953年9月：遷往鐵崗聖保羅書院舊校上課。
- 1954年：籌建新校計劃，學校正式命名為「聖公會聖彼得學校」。
- 1955年7月：招新生，新校舍上下午校共24班。
- 1956年2月：山道88號校舍落成啟用，樓高四層。並於6月29日 聖彼得日 舉行揭幕儀式[12]，由聖士提反女校校長Miss K.D. Cherry揭幕及何明華主教主持校舍奉獻禮。
- 1966年：擴建校舍，班級增加至上下午校共36班。
- 1977年：政府興建新高架行車天橋，於1981竣工 ; 其間師生受噪音影響及污染困擾，故此並穫發政府資助及校友贊助，改善全校隔音及加設空調設備。
- 1984年9月：全校空調設備安裝完畢正式投入使用。
- 1984年9月22日：創校100周年感恩崇拜由香港聖公會港澳教區鄺廣傑主教講道; 記念牌由當時校監周近智先生揭幕。
- 2000年：申請全新校舍推行全日制教育，然而最後因技術上不可行而放棄。及後，此校亦於2002年投得另一校舍用地，但最後轉撥予同系的聖保羅書院小學作遷校之用。
- 2001年：家長教師會正式成立。
- 2004年：推行思維遊戲滲入課程[13]。
- 2005年2月26日：校友會正式成立。
- 2006年：沿用傳統棗紅色校褸因保暖不足，故轉用深藍色二合一夾棉校褸。
- 2007年3月：採用「校園八達通管理系統」，並減省學校行政工作。
- 2014年2月28日：學校接管山道70號校舍。
- 2014年9月1日：正式將上、下午校合併及轉為全日制上課[14]。
- 2015年1月30日：創校130周年感恩崇拜，同日隨即山道70號校舍由香港聖公會教省主教長鄺保羅大主教主持該大樓的開幕儀式，命名為「磯法樓」；山道88號原校舍命名為「彼得樓」。
- 2015年1月31日：彼得電視台「SPPS ON AIR」廣播及製作中心開幕。
- 2015年8月31日：成立法團校董會。
- 2017年6月29日：舉辦首屆水運會，假中山紀念公園游泳池舉行。
- 2018年：於2020-21學年全面更換寶藍色長袖開胸冷外套及背心，左襟綉上淺藍色英文校名;同時亦把夏季男生夏威夷領短袖恤衫更換為標準領短袖恤衫。
- 2018年9月：磯法樓大堂出入口設置紅外線體溫快速探測器。
- 2019年1月：學園安裝「生物場」驅蚊器，優化校園環境。
- 2019年1月：開設YouTube網上頻道「SPPS ON AIR」。
- 2019年8月：獲教育局優化政策「空調設備津貼」，已完成磯法樓禮堂冷氣系統更換工程。
- 2020年2月14日：135年校慶。
- 2020年7月3日：第四屆周年水運會因受2019冠狀病毒影響取消
- 2020年7月11日：六年級畢業典禮順延至2020年10月17日舉行

## 創辦人及歷任校長芳名
| 任次                                   | 任期                                   | 姓名                                            | 備註                                                                                                 |
| Baxter Vernacular Schools - West Point | Baxter Vernacular Schools - West Point | Baxter Vernacular Schools - West Point          | Baxter Vernacular Schools - West Point                                                               |
| -------------------------------------- | -------------------------------------- | ----------------------------------------------- | --- |
| 1                                      | 1860–1865                              | 白思德女士（創辦人） Miss Susan Baxter          | |
|                                        | 1865–1884                              |                                                 | Society for Promoting Female Education（FES）接辦 並由白思德家人提供支持，長達20年時間。             |
| CMS Day School - West Point            |                                        |                                                 | |
| 2                                      | 1884–1919                              | 史超域牧師（管理人） Rev. A.D. Stewart, M.A     | Church Missionary Society（CMS）接管學校。 正式成為初期聖公會屬下的學校，管理人為史超域牧師。        |
| 3                                      | 1919–1941                              | 何理士女士（管理人） Miss S.L. Hollis           | 接任CMS日校管理人，並出任13所學校的總校長。 第二次世界大戰，何女士被囚於集中營。                     |
|                                        | 1941–1945                              |                                                 | 淪陷時期                                                                                             |
| 西營盤聖公會學校                       |                                        |                                                 | |
| 4                                      | 1946–1947                              | 施玉麒法政牧師 Rev. Canon George Samuel ZIMMERN | 戰後，何明華會督遂請施玉麒法政牧師領導辦理復校工作。 並接任CMS日校管理人，擔任西營盤聖公會學校校長。 |
| 5                                      | 1947–1948                              | 張盧璞卿女士                                    | 聘請張紹桂夫人盧璞卿女士為總校長，主理全部學校。 1948年到英國留學進修。                              |
| 6                                      | 1948–1953                              | 劉堅持牧師                                      | 為配合擴展教育，於1950年起每間學校設立校長主理校政。                                                 |
| 7                                      | 1953–1955                              | 張盧璞卿女士                                    | 回港後繼續擔任校長職位。1958年獲委任為協恩中學校長。                                                 |

| 聖公會聖彼得學校 | 聖公會聖彼得學校 | 聖公會聖彼得學校           | 聖公會聖彼得學校           | 聖公會聖彼得學校           |
|                  | 上午班           | 上午班                     | 下午班                     | 下午班                     |
| 任次             | 任期             | 姓名                       | 任期                       | 姓名                       |
| ---------------- | ---------------- | -------------------------- | -------------------------- | -------------------------- |
| 7                | 1955–1958        | 張盧璞卿女士（需協助查證） | 張盧璞卿女士（需協助查證） | 張盧璞卿女士（需協助查證） |
| 8                | 1958–1965        | 郭熹良牧師                 | 1958–1965                  | 葉蘭英主任                 |
| 9                | 1965–1977        | 唐玉麒校長                 | 1965–1975                  | 馬 珩校長                  |
| 9                | 1965–1977        | 唐玉麒校長                 | 1975-1977                  | 杜紀庭校長                 |
| 9                | 1965–1977        | 唐玉麒校長                 | 1975–1984                  | 沈翠鈿校長                 |
| 10               | 1977–1988        | 杜紀庭總校長               | 1975–1984                  | 沈翠鈿校長                 |
| 10               | 1977–1988        | 杜紀庭總校長               | 1984–1988                  | 黃錦標校長                 |
| 11               | 1988–1989        | 陳鏡溶總校長               | 1988–1994                  | 譚國鈞校長                 |
| 12               | 1989–1990        | 區仕巧總校長               | 1988–1994                  | 譚國鈞校長                 |
| 13               | 1990–1994        | 潘澤芹總校長               | 1988–1994                  | 譚國鈞校長                 |
| 14               | 1994–2000        | 譚國鈞總校長               | 1994–1996                  | 蕭麗金校長                 |
| 14               | 1994–2000        | 譚國鈞總校長               | 1996–2000                  | 梁振權校長                 |
| 15               | 2000–2002        | 梁振權總校長               | 2000–2003                  | 鄧志鵬校長                 |
| 16               | 2002–2011        | 余潤輝總校長               | 2003–2008                  | 羅瑞蘭校長                 |
| 16               | 2002–2011        | 余潤輝總校長               | 2008–2011                  | 駱瑞萍校長                 |
| 17               | 2011–2014        | 黎可欣總校長               | 2011–2012                  | 梅潔玲校長                 |
| 17               | 2011–2014        | 黎可欣總校長               | 2012–2014                  | 黃秀雯校長                 |
|                  | 全日班           |                            |                            |                            |
| 任次             | 任期             | 姓名                       | 備註                       | 備註                       |
| 17               | 2014– （現任）   | 黎可欣校長                 |                            |                            |

## 校舍及教學設施
整個校園分為兩座校舍組成，分別為山道88號校舍彼得樓（St. Peter House），及山道70號校舍磯法樓（Cephas House） 。
現有兩所校舍於近年來不斷改善：校內各課室及禮堂已安裝了冷氣空調設備及高速無線網絡，各課室設置電腦、實物投射器及投影機，亦在不同科目以iPad及平板電腦推行電子互動教學。學校亦更新現有的電子通告，引入智能手機應用程式及透過網頁更快得知學校最新資訊。

### 彼得樓（山道88號校舍）
於1956年落成，當時樓高只有四層，1966年擴建校舍，班級增加至上下午校共36班，一直於現址辦學。現時彼得樓的教學設施除12個標準課室外，還有禮堂、校務處、小操場、音樂室、視覺藝術室、電腦室、學生活動中心、圖書館等。
|                         |            |            |
| 山道88號校舍-彼得樓正門 | 彼得樓外觀 | 彼得樓外觀 |

### 磯法樓（山道70號校舍）
鑒於山道88號校舍歷經50年 ，已變得不敷應用， 2014年學校接管山道70號校舍 ，同年正式將上、下午校合併及轉為全日制。教學設施包括24個標準課室、禮堂、校務處、會議室、有蓋操場、視覺藝術室、電腦室、音樂室、校園電視台、英語活動室、多媒體學習室、圖書館、教員室、小禮堂等。另外正在重新修建校舍天台作露天操場/多用途場地。
|                         |            |
| 山道70號校舍-磯法樓正門 | 磯法樓外觀 |

## 班級結構
全校一至六年級共有36班，另設抽離式精英班及輔導班，以照顧學習差異。

## 家長教師會
聖公會聖彼得小學家長教師會（S.K.H. St. Peter's Primary School Parent-Teacher Association，簡稱 PTA）於2001年成立，匯集家長，教師和學生，建立家長參與學校和學生有關的活動。宗旨為促進教師與家長間的伙伴關係，支援學校改善及提高教育質素，而且配合學校辦學宗旨，加強家長與學校的溝通與合作，支援學校發展各項事工， 培養學生高尚品格和優良學業的全人發展。

## 校友會
聖公會聖彼得小學校友會（S.K.H. St. Peter's Primary School Alumni Association）於2005年成立，宗旨為增進母校、師生與校友間的聯繫、溝通和合作，回饋母校，增強彼此對母校的歸屬感。凝聚校友對母校的向心力，協辦和支援教育活動，提高母校的教育質素和聲譽。以發揚母校的辦學理念，提高母校的深厚傳統。
校友會努力維繫歷屆校友、集結力量，與母校「並肩作戰」，亦承傳「非以役人、乃役於人」校訓，言傳身教，為母校和學生作出貢獻，繼續發展及改善學校，回饋母校。

## 軼事
- 2002年曾獲批西環堅尼地城石山街地段[20]，但最後因建校費用高出預算而放棄；及後，此校再獲批另一個建校選址，位於南區域多利道與薄扶林道交界（現聖保羅書院小學校舍）[21]，計劃將兩所中西區半日制小學合併，並且轉為全日制小學。但經過多方考慮，為免造成對原區學生不便和南區學校學額的供求造成混亂，最後放棄計劃[22]。
- 2009年聖彼得小學終於有計劃轉全日制，並提出方案，將原來獲批用地轉讓予聖保羅書院小學，以騰出山道70號校舍讓聖公會聖彼得小學遷入，並轉為全日制小學[23]。

## 部分著名校友
- 曾鈺成，大紫荊勳賢，GBS，JP：前香港立法會議員及主席、港區全國政協委員、民建聯首任主席
- 林超英，SBS：前香港天文台台長，現任香港政府環境運動委員會主席、香港童軍總會港島西區會長
- 嚴舜儀：裁判法院裁判官
- 毛錫強：香港律政司法律草擬科副法律草擬專員 (雙語草擬及行政)
- 李焯芬，GBS，SBS，JP：地質工程師及水利專家，香港大學專業進修學院院長及香港大學土木工程系講座教授（1957年小六上午校）[24]
- 李偉明：土木及結構工程師，古蹟保育專家
- 李卓廣：血液及血液腫瘤科醫生、香港紅十字會輸血服務中心行政及醫務總監
- 何仲平：腎病科專科醫生、香港醫學會副會長
- 張耀升，MBG：已故高級消防隊長、消防及救護學院教官
- 梁永泰：前突破機構總幹事，現突破機構事工顧問，全職從事青少年教育、領袖培育、影音媒體製作等
- 陳永浩：明光社生命及倫理研究中心義務研究主任、香港恒生大學通識教育系助理教授
- 蕭若元：香港資深傳媒工作者、影視製作人、編劇
- 文　雋：本名王文俊，香港資深影視製作人、編劇、導演、監製
- 林柏希：前新城知訊台高級監製，現任電台節目主持。又稱「威廉哥哥」
- 羅曼穎：現任香港電台第一台節目主持人、編導及唱片騎師
- 鄭秀文：香港歌影視藝人
- 梁釗峰：香港樂壇組合 C AllStar 成員之一
- 潘啟迪：前房屋署助理署長、現任領匯顧問
- 陳潔玲：香港女演員
- 龍世樑：香港作曲家、編曲人

## 參看
- 香港記憶網站 - 戰前香港教育- 英國聖公會差會轄下日校的管理委員會組織章程
- 《聖公會聖彼得小學創校壹佰壹拾週年紀念特刊》: 陳若敏博士
- 《聖公會聖彼得小學史略》: 前校監周近智律師
- 《香港中文教育發展史》:王齊樂著P37-38
- Education in Hong Kong, Pre-1841 to 1941: Fact and Opinion ISBN 962-209-258-6 Hong kong University press